# Winziger Epaulettenflughund

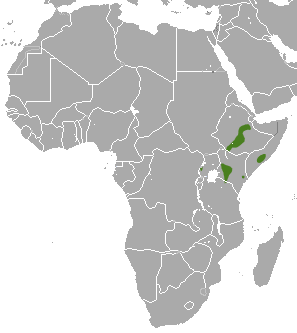
Verbreitungsgebiet laut IUCN

Der im östlichen Afrika verbreitete Winzige Epaulettenflughund (Epomophorus minimus) ist ein Fledertier in der Gattungsgruppe der Epaulettenflughunde. Die Population zählte bis in die 1990er Jahre als Synonym des Kleinen Epaulettenflughundes (Epomophorus minor). Die Art ist auch eng mit dem Gambia-Epaulettenflughund (Epomophorus gambianus) verwandt.

## Merkmale
Dieser schwanzlose Flughund ist 96 bis 115 mm lang, die Unterarmlänge beträgt 54 bis 67 mm und die Flügelspannweite eines Exemplars war 420 mm. Es sind 16 bis 22 mm lange Ohren vorhanden. An den Schultern der erwachsenen Männchen befinden sich die namensgebenden Haarbüschel, die an Epauletten erinnern und alle Exemplare besitzen einen weißen Fleck vor den Ohren. Die Art hat sechs Querwülste auf dem Gaumen und einen recht kleinen Schädel. Die 28 Zähne verteilen sich nach der Zahnformel I 2/2, C 1/1, P 2/3, M 1/2. Andere Gattungsvertreter weichen durch ihre Größe und durch die Anzahl oder Form der Gaumenwülste ab. Zwei bei Dire Dawa gefangene Individuen wogen 36 und 38 g.

## Verbreitung und Lebensweise
Die Art hat mehrere verstreute Populationen in Äthiopien, Somalia, Kenia, Uganda sowie im nördlichen Tansania. Die Exemplare leben im Flachland und im äthiopischen Hochland. Sie halten sich meist in Buschländern mit Akazien und mit Balsambaumgewächsen der Gattung Commiphora auf. Der Winzige Epaulettenflughund erreicht Halbwüsten und ist oft in Savannen mit Galeriewäldern zu finden. Funde aus Regenwäldern sind eher selten.
Die Lebensweise entspricht vermutlich der des Äthiopien-Epaulettenflughundes (Epomophorus labiatus).

## Gefährdung
Lokale Bestände können durch Waldrodungen beeinflusst werden. Die IUCN schätzt die Gesamtpopulation als stabil ein und listet die Art als nicht gefährdet (least concern).